# Super Off Road
 (avril 2017).
Si vous disposez d'ouvrages ou d'articles de référence ou si vous connaissez des sites web de qualité traitant du thème abordé ici, merci de compléter l'article en donnant les références utiles à sa vérifiabilité et en les liant à la section « Notes et références ».
Super Off Road (Ivan "Ironman" Stewart's Super Off Road) est un jeu vidéo de course développé par Leland Corporation, sorti en 1989 sur borne d'arcade. Il a été adapté sur divers consoles de jeu et ordinateurs personnels.

## Système de jeu
Super Off Road propose des courses de monster truck. Le circuit est affiché en intégralité à l'écran et jusqu'à trois joueurs peuvent concourir en simultané.
Chaque victoire rapporte de l'argent. Le joueur peut ensuite améliorer les performances de son véhicule en achetant des modifications (pneus, moteur, nitro).

## Adaptations
Graftgold a adapté le jeu sur PC, Amiga, Atari ST, Amstrad CPC, Commodore 64 et ZX Spectrum (édité par Virgin Games, 1990). La version NES est compatible avec les accessoires NES Four Score et NES Satellite, permettant le jeu à quatre. Software Creations a adapté le jeu sur Mega Drive et Super Nintendo (Tradewest, 1992).
Super Off Road a été réédité sur GameCube, PlayStation 2, Xbox et Windows dans la compilation Midway Arcade Treasures (2005).

## Licence
Concernant la version  Super Nintendo du jeu, l’éditeur obtient la licence du constructeur automobile Toyota. Ainsi, les monster trucks présents sur la jaquette et l'écran d'accueil du jeu sont à l’effigie du constructeur nippon.